# Chatichai Choonhavan
Chuẩn tướng Chatichai Choonhavan (tiếng Thái: ชาติชาย ชุณหะวัณ RTGS: Chatchai Chunhawan
sinh ngày 5 tháng 4 năm 1920 - 6 tháng 5 năm 1998) là một sĩ quan quân đội, nhà ngoại giao và chính trị gia người Thái Lan. Từ năm 1986 đến năm 1991, ông là Chủ tịch Đảng Quốc gia Thái Lan và từng là Thủ tướng thứ 17 của Thái Lan từ tháng 8 năm 1988 cho đến cuộc đảo chính vào tháng 2 năm 1991.

## Gia đình
Chatichai là con trai duy nhất của ông là Phin Choonhavan và Khunying Wibhulak Choonhavan. Anh ấy thuộc về người Thái gốc Hoa. Tổ tiên của ông có nguồn gốc từ huyện Chenghai của thành phố Sán Đầu, tỉnh Quảng Đông, Trung Quốc. Cha của ông là Tư lệnh Tổng tư lệnh Quân đội Hoàng gia Thái Lan từ năm 1948 đến năm 1954 và có ảnh hưởng mạnh mẽ đến nền chính trị và nền kinh tế của đất nước. Chatichai có bốn chị em gái. Người lớn nhất đã kết hôn với Tướng Phao Siyanon, một trong những người mạnh mẽ của Thái Lan trong những năm 1950. Một người chị khác cưới Pramarn Adireksarn, người sau này trở thành đồng minh chính trị của Chatichai. Chatichai cưới Boonruen Sopoj, họ hàng và người bạn tâm sự của Công nương Srinagarindra - mẹ của các vị vua Ananda Mahidol và Bhumibol Adulyadej.
Chatichai và Boonruen có hai con, con gái Wanee Hongpraphas, và nhà khoa học chính trị con của họ, nhà hoạt động xã hội và cựu thượng nghị sĩ Kraisak Choonhavan.

## Sự nghiệp giáo dục, quân sự và ngoại giao
Chatichai học tại Trường Debsirin, một trường học lâu năm, có uy tín, toàn nam tại Bangkok và tại Học viện Quân sự Hoàng gia Chulachomklao. Ông tham gia quân đội tích cực dưới sự lãnh đạo của trung đội trưởng và quân đội năm 1940. Trong Thế Chiến thứ II, ông được bổ nhiệm vào quân đội Phayap ("Tây Bắc quân đội"), dưới quyền chỉ huy của ông Phin, và tham gia vào cuộc xâm lăng của Hoa Kỳ Miến Điện. Sau chiến tranh, ông tiếp tục tập luyện tại Trường Cựu Quân đội Thái Lan và Trường Thiết giáp Quân đội Hoa Kỳ ở Fort Knox, Kentucky. Năm 1949, ông được bổ nhiệm làm phó quân sự tại Washington, DC. Ở tuổi 31, Chatichai là một vị tướng chính.
Năm 1951, quân đội, do cha Chatichai và anh rể Phao Siyanon dẫn đầu, đã chiếm quyền lực ở Thái Lan trong một cuộc đảo chính im lặng. Họ đã sử dụng ảnh hưởng chính trị của họ để mở rộng hoạt động của họ đến lĩnh vực kinh tế. Chatichai phục vụ trong Chiến tranh Triều Tiên như chỉ huy Tiểu đoàn 1 K Cav Binh. Sau đó, ông trở thành giám đốc và chỉ huy của Trường Thiết giáp Quân đội Thái Lan. Năm 1957, Thống chế Sarit Thanarat - đối thủ của cha và anh rể của Chatichai - đã tiến hành một cuộc đảo chính chống lại chính phủ của Thủ tướng Plaek Phibunsongkhram. Ông đã lật đổ phe Phin-Phao và làm đầy các bài viết chính trị và quân sự quan trọng với những người theo ông ta. Chế độ mới buộc tội gia đình Choonhavan (còn gọi là gia đình Soi Rajakru, sau khi gia đình cư trú) đã biển thủ hàng triệu đô la và trốn trong tài khoản ngân hàng Thụy Sĩ. Điều này kết thúc sự nghiệp quân sự của Chatichai.
Chatichai được chuyển tới cơ quan ngoại giao và được phân công cho một vị trí tương đối không quan trọng của đại sứ Argentina. Trong những năm tiếp theo, ông tiếp tục phục vụ như là đại sứ Thái Lan tại Áo, Thụy Sĩ, Thổ Nhĩ Kỳ, Nam Tư, Tòa thánh và Các quốc gia. Năm 1972, ông trở về Bangkok để làm giám đốc bộ phận chính trị của Bộ Ngoại giao.

## Sự nghiệp chính trị
Trong chính quyền của phi lợi nhuận Thanom Kittikachorn, Chatichai được bổ nhiệm làm Thứ trưởng Bộ Ngoại giao vào năm 1972. Trong vụ bắt cóc tại đại sứ quán Israel do một tổ chức khủng bố của tổ chức Tháng Chín Đen của Palestine tháng 12 năm 1972, ông và Bộ trưởng Nông nghiệp Dawee Chullasapya Tràn ngập những kẻ khủng bố. Để đổi lấy việc phóng thích các nhà ngoại giao Israel, họ đã tự bảo đảm và cùng với những kẻ khủng bố trên chuyến bay tự do của họ tới Cairo. Chatichai tiếp tục giữ vai trò thứ trưởng ngoại giao sau cuộc nổi dậy dân chủ năm 1973, phục vụ trong nội các tạm thời của Sanya Dharmasakti. Tháng 12 năm 1973, một năm rưỡi trước khi Thái Lan chính thức thiết lập quan hệ ngoại giao với CHND Trung Quốc, Chatichai và Dawee - người từng là cơ quan bào chữa - là những quan chức chính phủ đầu tiên của Thái Lan đến thăm Béc-gu-pơng. Ở đó, họ đã thương lượng hợp đồng cung cấp 50.000 tấn dầu diesel với giá "hữu nghị" và hứa sẽ dỡ bỏ rào cản thương mại giữa hai quốc gia.
Năm 1974, Chatichai và các luật sư Pramarn Adireksarn và Siri Siriyothin-cũng là những tướng lãnh lớn-thành lập Đảng bảo vệ và chống lại Cộng sản Thái Lan (Chart Thai). Nó chạy trong cuộc tổng tuyển cử tháng 1 năm 1975, cuộc bầu cử dân chủ đầu tiên sau khi kết thúc chế độ độc tài quân sự, và trở thành Đảng mạnh thứ ba. Chatichai được bầu làm thành viên quốc hội, đại diện cho một cử tri tại tỉnh Nakhon Ratchasima. Đảng Dân tộc Thái Lan gia nhập liên minh chính phủ dưới thời Kukrit Pramoj. Chatichai từng là Bộ trưởng Ngoại giao. Sau cuộc bầu cử hồi tháng 4 năm 1976, trong đó Đảng Dân tộc Thái Lan mở rộng đáng kể số ghế, ông là bộ trưởng bộ phận trong chính phủ của Seni Pramoj cho đến khi nó bị lật đổ bởi một cuộc đảo chính quân sự sau thảm sát trường Đại học Thammasat ngày 6 tháng 10 năm 1976. Từ năm 1980 đến năm 1983, Chatichai từng là bộ trưởng ngành công nghiệp dưới thời Thủ tướng Prem Tinsulanonda. Sau ba năm chống đối, Đảng đã trở lại chính quyền và Chatichai là phó thủ tướng dưới thời Prem.

### Thủ tướng
Đảng Dân tộc Thái Lan giành nhiều phiếu nhất trong cuộc tổng tuyển cử Thái Lan năm 1988, dẫn đến Chatichai được bổ nhiệm làm thủ tướng vào ngày 4 tháng 8 năm 1988. Điều này đã làm ông trở thành người đứng đầu chính phủ đầu tiên được bầu làm dân chủ sau 12 năm độc tài và "bán dân chủ". Chính phủ của ông đã cải thiện mối quan hệ với Việt Nam, Campuchia và Lào, vốn là những kẻ thù của Thái Lan trong Chiến tranh Lạnh. Thúc đẩy thương mại quốc tế với các nước này và các nước khác. Khẩu hiệu Chatichai là biến Đông Dương "từ chiến trường thành thị trường". Nó cũng hỗ trợ Chính phủ Sihanouk dẫn đầu của Campuchia. Chính phủ Chatichai đã khởi xướng nhiều dự án cơ sở hạ tầng, bao gồm mở rộng mạng lưới viễn thông với sự hợp tác của Tổ chức Điện thoại di động Thái Lan (TOT), phát triển bờ biển phía Đông Thái Lan và mạng lưới đường bộ và đường sắt hợp tác với Cơ quan Quản lý Vận tải Nhanh (MRTA)) Tại khu vực Greater Bangkok. Trong nhiệm kỳ tổng thống của Chatichai, nền kinh tế Thái Lan có mức tăng trưởng hàng năm lên đến 13 phần trăm.
Dưới chính phủ Chatichai, đã có tham nhũng lan tràn. Các Đảng phái và các chính trị gia trong liên minh Chatichai tranh cãi nhau về việc phân phối quỹ công. Báo chí Thái Lan gọi họ là "tủ tiệc buffet", đề cập đến cái tâm "lấy-như-bạn-giống-như". Câu trả lời tiêu chuẩn của Chatichai bất cứ khi nào ông bị báo giới gặp khó khăn hoặc cáo buộc tham nhũng chống lại các thành viên của chính phủ ông là "không vấn đề gì". Một phiên bản nhại, "no plomplam", đã trở thành tiêu đề của một bài hát phổ biến của ca sĩ nhạc rock nổi tiếng Aed Carabao và tham gia vào ngôn ngữ chung của Thái Lan. Chatichai bị chỉ trích nặng nề khi ông cố gắng hạ thấp thiệt hại gây ra bởi Typhoon Gay, kết quả là 360 người chết theo cùng một cách.
Đảng quốc gia Thái Lan trước đây đã de-ideologized mình và bây giờ đại diện cho lợi ích của tầng lớp doanh nhân tỉnh đang tăng. Nó theo đuổi các chính sách thúc đẩy hoạt động kinh doanh của họ và tham gia vào các hợp đồng béo bở của chính phủ. Nó ủng hộ việc tăng cường vai trò của nghị viện, trong đó các chính trị gia của các tỉnh có đại diện mạnh mẽ, ngược lại với các tầng lớp quyền lực không được bầu trong chính quyền và quân đội đã có những quyết định chính trị trong nhiệm kỳ của ông Chatychai, ông Prem Tinsulanonda. Chính quyền của Chatichai đã nhấn mạnh đến sự phát triển kinh tế của ngoại vi, làm ảnh hưởng đến các doanh nghiệp lớn và chi tiêu quân sự của Bangkok mà họ đã cố gắng cắt giảm. Những chính sách này đã thách thức các tầng lớp tinh hoa truyền thống của đất nước.

### Trì hoãn và trả lại
Ngày 23 tháng 2 năm 1991, Tổng tham mưu Quân đội Thái Lan, Tướng Sunthorn Kongsompong, và các tướng của Học viện Quân sự Chulalongkorn lớp 5, Suchinda Kraprayoon, Issarapong Noonpakdi, và Kaset Rojananil, thành lập Hội đồng Bảo vệ Hòa bình Quốc gia để trục xuất Chatichai Chính phủ trong một cuộc đảo chính état. Họ cáo buộc chính phủ được bầu có tham nhũng lớn và lạm dụng quyền lực vì lợi ích riêng của họ. Họ đã buộc tội một số thành viên nội các, bao gồm Chatichai, với "sự giàu có bất thường". Đồng thời, họ hoạt động vì lợi ích của tầng lớp thượng lưu truyền thống của giới quan chức, quân sự và kinh doanh ở Băng-la-đét, ảnh hưởng đến chính quyền Chatichai đã tìm cách hạn chế. Nhóm đảo chánh gọi là hình thức quản trị dưới chế độ độc tài của nghị viện Chatichai và cáo buộc một sự suy giảm đạo đức.
Chatichai tạm thời đi lưu vong ở Vương quốc Anh. Sau khi trở lại, ông tiếp tục hoạt động chính trị. Sau năm 1992 Black May, ông đã thành lập Đảng Phát triển Quốc gia và lại được bầu vào vùng bầu cử ở Nakhon Ratchasima.

### Cuộc sống cá nhân
Chatichai được biết đến vì sự yêu mến của ông về xì gà, rượu vang hảo hạng và xe máy Harley Davidson. Ngay cả ở tuổi già, ông đã luyện tập nhiều môn thể thao và thăm các bữa tiệc và vũ trường, kiếm được danh tiếng là một playboy.
Vào ngày 6 tháng 5 năm 1998, ở tuổi 78, Chatichai chết vì ung thư gan tại một bệnh viện ở Luân Đôn.